# روزیسکو (استان اشوی‌داشکسیه)
روزیسکو (به لهستانی: Rudzisko) یک منطقهٔ مسکونی در لهستان است که در گمینا فاوکوو واقع شده‌است. روزیسکو ۵۵ نفر جمعیت دارد.